# Torsvåg
Torsvåg est une localité du comté de Troms, en Norvège.

## Géographie

### Situation
Administrativement, Torsvåg fait partie de la kommune de Karlsøy.

### Climat
| Mois                                  | jan.       | fév.       | mars       | avril     | mai       | juin      | jui.    | août      | sep.      | oct.      | nov.      | déc.       | année             |
| ------------------------------------- | ---------- | ---------- | ---------- | --------- | --------- | --------- | ------- | --------- | --------- | --------- | --------- | ---------- | ----------------- |
| Température minimale moyenne (°C)     | −1,2       | −1,6       | −1,3       | 0,7       | 3,8       | 6,8       | 9,3     | 9,5       | 7,6       | 4         | 1,7       | 0          | 3,3               |
| Température moyenne (°C)              | 0          | −0,4       | 0,2        | 2,3       | 5,7       | 8,7       | 11,4    | 11,3      | 9,1       | 5,2       | 2,8       | 1,1        | 4,8               |
| Température maximale moyenne (°C)     | 1,3        | 0,9        | 1,6        | 4         | 7,6       | 10,7      | 13,5    | 13,2      | 10,7      | 6,4       | 4         | 2,4        | 6,4               |
| Record de froid (°C) date du record   | −12,1 2010 | −13,1 2010 | −10,2 2019 | −7,5 1988 | −3,6 2021 | −0,4 1982 | 3 1987  | 2,5 1994  | −1,1 1985 | −4 1980   | −8,5 1984 | −10,2 1995 | −13,1 2010        |
| Record de chaleur (°C) date du record | 9,4 1996   | 8,4 2003   | 9,6 1991   | 15,8 2002 | 22 2010   | 25,5 1999 | 25 1999 | 25,5 1994 | 20,6 1997 | 18,8 1984 | 13,8 2003 | 12,5 1984  | 25,5 1994 et 1999 |
| Précipitations (mm)                   | 77,2       | 60         | 69,2       | 55        | 41,3      | 36,3      | 49,4    | 66,8      | 88,1      | 102,8     | 70,3      | 74,1       | 790,4             |
| Nombre de jours avec précipitations   | 15,9       | 13,2       | 12,2       | 11,5      | 10,6      | 9,1       | 9,9     | 11,8      | 15        | 16,7      | 14,6      | 16,3       | 156,8             |

| Diagramme climatique                                  |           |             |        |            |             |             |             |             |           |          |          |
| J                                                     | F         | M           | A      | M          | J           | J           | A           | S           | O         | N        | D        |
| 1,3−1,277,2                                           | 0,9−1,660 | 1,6−1,369,2 | 40,755 | 7,63,841,3 | 10,76,836,3 | 13,59,349,4 | 13,29,566,8 | 10,77,688,1 | 6,44102,8 | 41,770,3 | 2,4074,1 |
| Moyennes : • Temp. maxi et mini °C • Précipitation mm |           |             |        |            |             |             |             |             |           |          |          |